# Publius Petronius (légat de Syrie)
Publius Pétronius était un sénateur romain.

## Biographie
Consul suffect en juillet 19. Il a été nommé légat de la province romaine de Syrie par l'empereur Caligula en 39. Il est probablement arrivé dans le pays vers la fin de cette année. Peu de choses sont connues à son sujet avant et après cette fonction, si ce n'est qu'il est le père de Titus Petronius Niger, l'auteur probable du Satyricon.
Le précédent légat de Syrie, Lucius Vitellius, serait resté en poste jusqu'en 38, probablement jusqu'à l'arrivée d'Agrippa Ier dans ses territoires dans la seconde partie de l'année 38. Caligula a alors nommé Publius Pétronius pour lui succéder. Celui-ci est resté en poste jusqu'à la nomination de Vibius Marsus par l'empereur Claude vers 42.
Avec sa femme Plautia, sœur de Aulus Plautius, il est probablement le père de :
- Publius Petronius Turpilianus (consul en 61) gouverneur de l'île de Bretagne en 61-63 ;
- Titus Petronius Niger (Pétrone) (vers 14; † 66), connu sous le nom de "Arbiter", probablement consul suffect en 60.
- Petronia (épouse de Vitellius)

Il était un rélatif de Gaius Petronius Pontius Nigrinus, commandeur des légions du Rhin.